# Rhododendron taiense
Rhododendron taiense är en ljungväxtart som beskrevs av Hutchinson. Rhododendron taiense ingår i släktet rododendron, och familjen ljungväxter. Inga underarter finns listade i Catalogue of Life.